# آسیمپائو
آسیمپائو (به لاتین: Assimpao) یک زیستگاه انسانی در اتحاد قمر است که در آنژوان واقع شده‌است.

## خصوصیات
آسیمپائو  ۱٬۲۱۸ نفر جمعیت دارد.